# Wickeder Westfalenstahl
Koordinaten: 51° 29′ 32″ N, 7° 52′ 6,2″ O

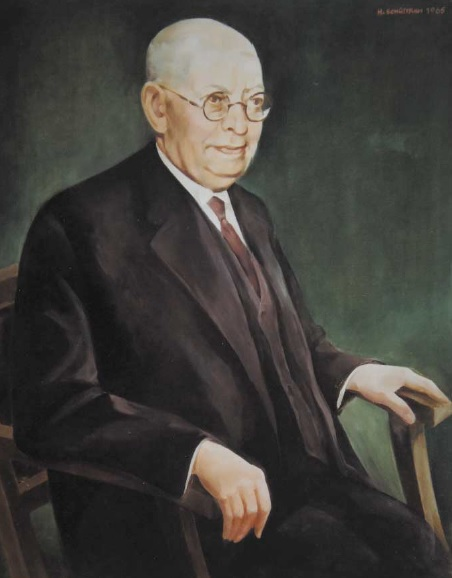
Bernhard Bauer

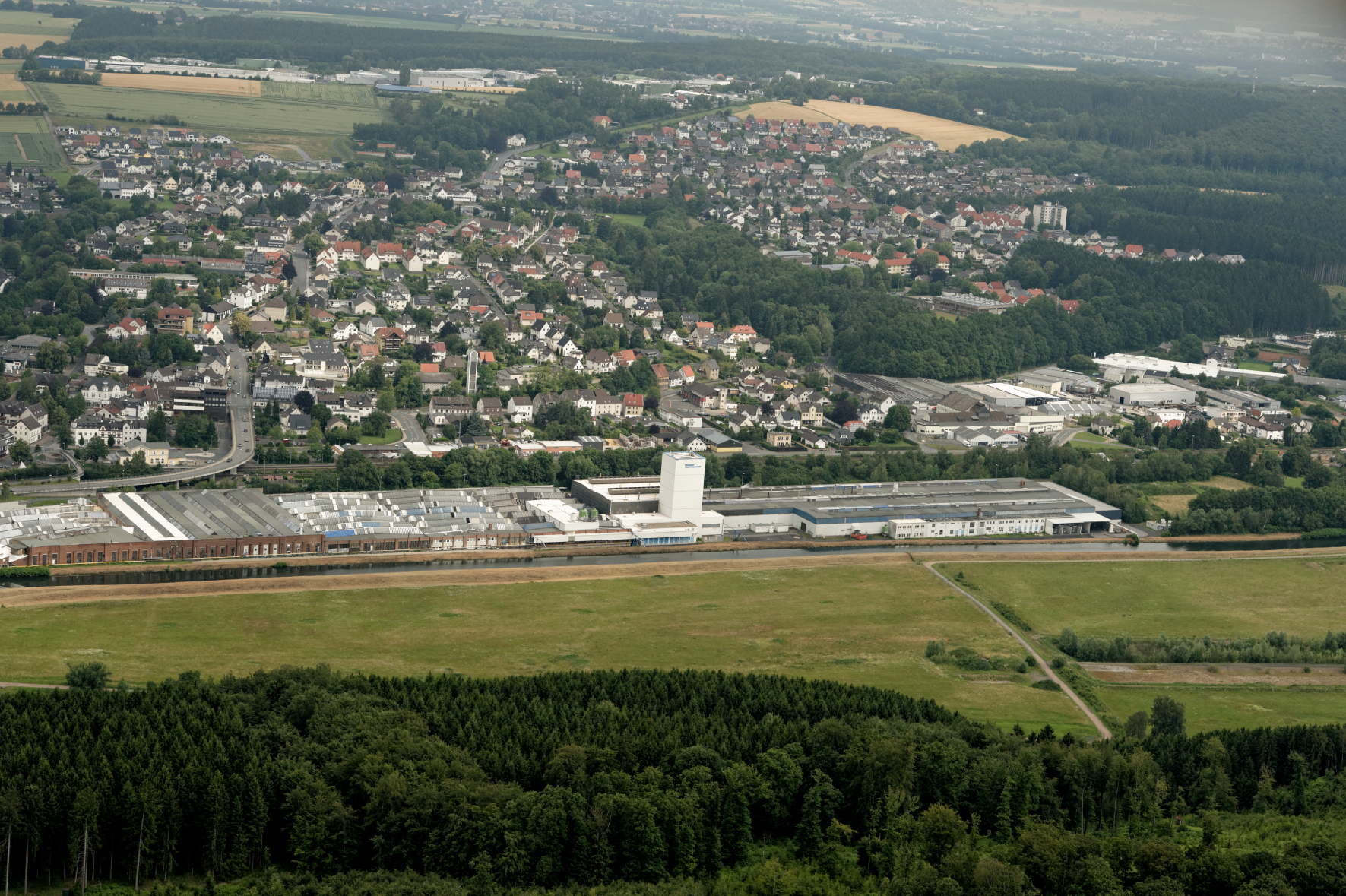
Wickeder Westfalenstahl (Luftbildaufnahme 2014)

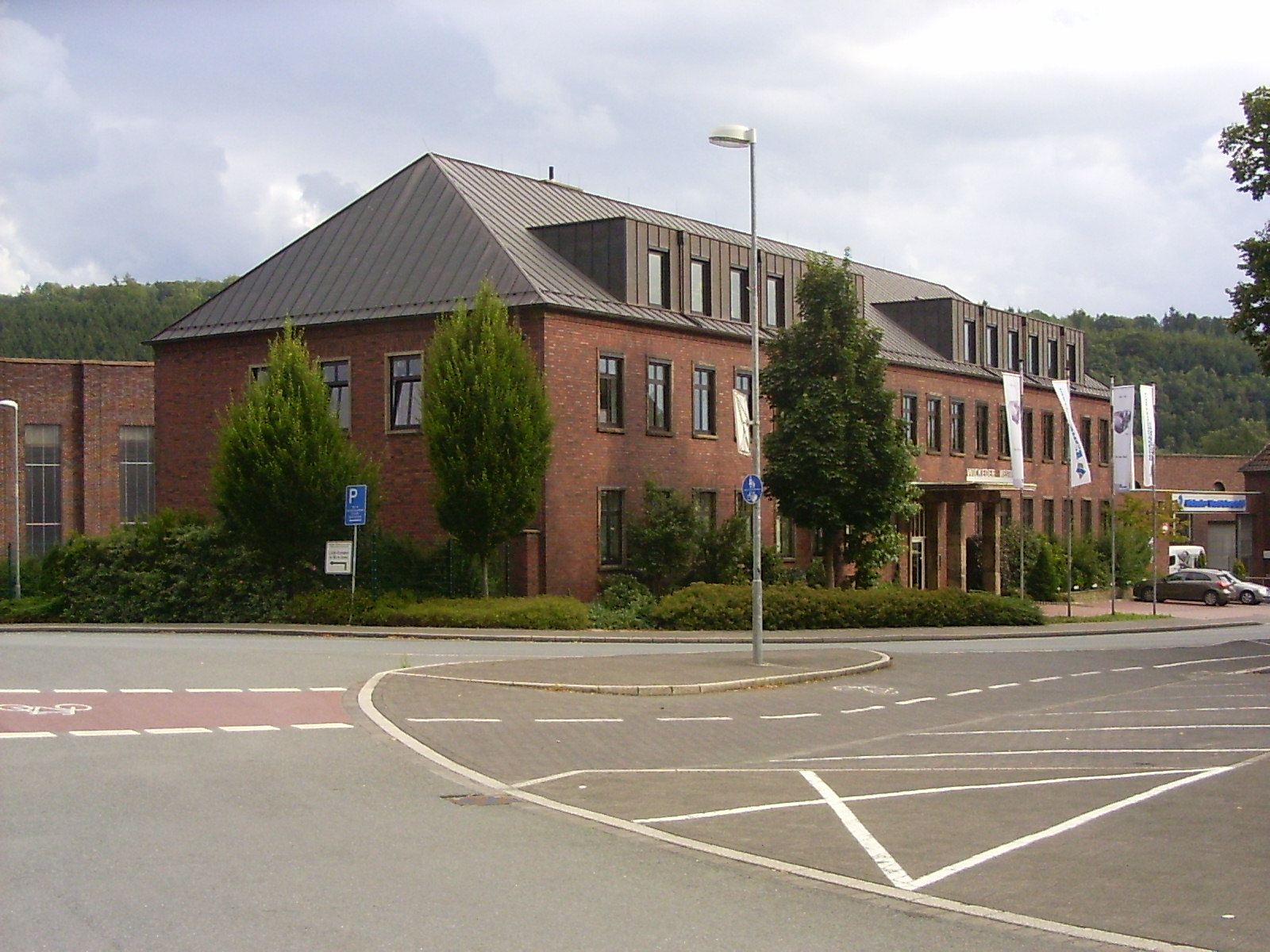
Wickeder Westfalenstahl

Die Wickeder Westfalenstahl GmbH (WIWE) ist Muttergesellschaft der Wickeder Group einem mittelständischen Hersteller von metallischen Halbzeugen mit acht Standorten in Deutschland, USA und China.

## Geschichte
Am 25. Oktober 1913 wurde die von dem Kaufmann Bernhard Bauer aus Letmathe in Wickede (Ruhr) gegründete Gesellschaft unter dem Namen „Wickeder Eisen- und Stahlwerk GmbH, Präzisionszieherei und Kaltwalzwerk“ in das Handelsregister eingetragen. Um vor Nachahmung zu schützen, wurde 1920 ein Patent für das Plattieren von Eisenbändern mit Aluminium eröffnet. Durch die Möhnekatastrophe 1943 und die Totaldemontage der Produktionsanlagen im Jahr 1948 wurde die weitere Entwicklung des Unternehmens zeitweilig unterbrochen. 1949 erfolgten der Wiederaufbau und eine vorerst behelfsmäßige Aufnahme der Fabrikation. Im Jahr 1964 wurden dann die Unternehmen „Kaltwalzwerke Ebbinghaus & Co.“ sowie „Kraft & Co.“ übernommen und zusammen weitergeführt als „Westfalenstahl Kalt- und Profilwalzwerke GmbH“. 1969 entwickelte Wickeder Westfalenstahl Kaltband für Schattenmasken – das sind geätzte Komponenten in Farbbildröhren-Fernsehgeräten – und nahm diese in die Produktion auf. Erste Buntplattierungen (Cufer, Brafer, Tomfer) konnten im Jahr 1978 sowie erste Edelstahlplattierungen im Jahr 1985 erfolgreich produziert werden. Die Fusionierung der beiden Werke „Wickeder Eisen- und Stahlwerk GmbH“ mit „Westfalenstahl GmbH“ zur „Wickeder Westfalenstahl GmbH“ geschah 1993. Im darauf folgenden Jahr kaufte das Unternehmen zudem „Kaltwalzwerk Risse“ auf. Seit 2002 verfügt Wickeder Westfalenstahl mit der „Wickeder Steel Company“ (etwa 50 Mitarbeiter) über einen Fertigungsstandort in den USA (Pleasant Prairie (Wisconsin)), an dem Bandstahl gehärtet wird. 2006 begann das neu gegründete Unternehmen „MICROMETAL“, dessen Gesellschafter Wickeder Westfalenstahl ist, im Müllheimer Industriegebiet erste Mikropräzisionskomponenten per nasschemischen Ätzverfahren herzustellen. Mit der Übernahme des amerikanischen Unternehmens „EMS“ kam 2007 eine weitere Tochter hinzu. Seitdem verfügt das Unternehmen über Produktionsstätten auf drei Kontinenten. 2014 wurde das Auerhammer Metallwerk übernommen. 2015 trennte sich das Unternehmen mit dem Verkauf der Wickeder Steel Company von seiner Kaltbandsparte um sich auf seine Kerngeschäfte plattierte Werkstoffe und Thermobimetalle zu fokussieren.

## Produkte
Zu den Absatzbranchen der Wickeder Group gehören unter anderem der Energiesektor, die Automobilindustrie, die Haushaltsgeräteindustrie, die Elektro- und Elektronikindustrie, die Medizintechnik, der Maschinen- und Anlagenbau für die plattierte Werkstoffe hergestellt werden. Plattieren ist das durch sehr hohen Druck entstehende, nicht mehr trennbare Verbundmaterial zweier verschiedener metallischer Auflagen. So entstehen Eigenschaftenkombinationen, die ein einzelner Werkstoff nicht leisten kann.
Bekannteste Beispiele für einen Plattierverbund sind die 1- und 2-Euromünzen, die aus Kupferlegierungen (Auflagenbänder) und Nickel (Kernband) bestehen. Aus Kupfer-Edelstahl-Verbunden wird unter anderem Kochgeschirr hergestellt. Das Kupfer als Außenmaterial sorgt für eine gute Wärmeverteilung, der Edelstahl für die Lebensmittelechtheit im Inneren der Töpfe und Pfannen. Im Elektrobereich kommen häufig Kupfer-Aluminium-Verbunde zum Einsatz, da es nahezu keinen Übergangswiderstand zwischen Al und Cu gibt und man sich den Gewichtsvorteil von bis zu 70 % gegenüber Vollkupfer sowie die gute elektrische und thermische Leitfähigkeit und den guten Wärmetransport zu Nutze macht.
Das Portfolio der Wickeder Group umfasst im Gesamten die folgenden Produktgruppen:
- Plattierte Werkstoffe
- Thermobimetalle
- Stangen und Drähte aus Nickel und Nickellegierungen
- Metallbänder auf Nickelbasis
- Metallische Folien
- Geätzte Mikropräzisionskomponenten

## Unternehmen der Wickeder Group
- Wickeder Westfalenstahl GmbH, Wickede[2]
- Auerhammer Metallwerk GmbH, Aue[3]
- Engineered Materials Solutions[4]
  - Engineered Materials Solutions Attleboro, MA USA
  - Engineered Materials Solutions Hamburg, PA USA
  - Engineered Materials Solutions Special Alloys China, Suzhong
- Micrometal GmbH, Müllheim (Baden)[5]